# Sunzu
Sunzu (kinesiska: 孙祖镇, 孙祖) är en köping i Kina. Den ligger i provinsen Shandong, i den östra delen av landet, omkring 170 kilometer sydost om provinshuvudstaden Jinan. Antalet invånare är 33401. Befolkningen består av 16 693 kvinnor och 16 708 män. Barn under 15 år utgör 15,0 %, vuxna 15-64 år 70 %, och äldre över 65 år 13,0 %.
Genomsnittlig årsnederbörd är 1 105 millimeter. Den regnigaste månaden är juli, med i genomsnitt 330 mm nederbörd, och den torraste är januari, med 6 mm nederbörd.